# 区連
区連（おうれん、Sri Mara（區連、Qū Lián、Khu Liên）、生没年不詳）は、チャンパ王国（林邑国）の初代国王。『梁書』は「区達」に作る。『水経注』は「区逵」に作る。また、後漢の永和2年（137年）に日南郡で乱を起こしたと記載される「区憐」を同一人物とする説もある。
中国の後漢末年、日南郡象林県の功曹の息子であったが、192年、県令を殺して、林邑王を自称した。子が無かったため妻の甥に当たる范熊が王位を襲った。（ただし史料によっては、数代の後区連の血統が絶えて范熊が王となったとする。）
中国学者のSteinは、「区連」はK-Rm/krumないしP-Rm/prumの音訳であり、「崑崙」 Kunlunなどと同源であると主張する。『通典』もまた崑崙、古龍などのK-Ln, K-Lngの声母・韻尾からなる地名・人名を王姓・王号であるとみなす。実際に、チャンパー碑文（サンスクリット・古チャム語碑文）にKu Pu Lyāṅ, Po Klaongなどの王号が見える。また、後漢末の嶺南には区星、区景といった区姓の人物が頻出しており、「区連」も「区」もともに王姓である可能性がある。チャンパーを含む東南アジア諸国はインド東部のカリンガ海岸と貿易を行い、その文字（パッラヴァ・グランタ文字）もまたカリンガ海岸南端から発祥した。